# Isola della Grande Barriera
L'isola della Grande Barriera (Great Barrier Island in inglese, chiamata colloquialmente solo Barrier) è la quarta isola più grande della Nuova Zelanda con i suoi 285 chilometri quadrati.
Si trova a 100 chilometri a nord-est da Auckland nel golfo di Hauraki
Il suo punto più alto è il monte Hobson di 621 metri.
All'inizio fu sfruttata per i suoi minerali e gli alberi di Agathis e per un'agricoltura limitata.
È abitata da solo 939 abitanti i quali per la maggior parte vivono di agricoltura e turismo.
La maggior parte dei diversi ambienti dell'isola (circa il 60% dell'isola)  è amministrata come riserva naturale dal dipartimento della conservazione.